# Copa Príncipe William
La Copa Príncipe William (Prince William Cup en inglés) es un torneo disputado entre las selecciones de Sudáfrica y la de Gales.
Fue creada por la Welsh Rugby Union en conmemoración de los 100 años de enfrentamientos entre las dos selecciones.
Su primera edición fue el año 2007.
La última edición se disputó en el Millennium Stadium de Cardiff en Gales , triunfando Gales por un marcador de 20 a 11.

## Ediciones
| Edición | Año     | Ganador   | Resultado de la serie |
| ------- | ------- | --------- | --------------------- |
| I       | 2007    | Sudáfrica | 1-0                   |
| II      | 2008    | Sudáfrica | 2-0                   |
| III     | 2008-II | Sudáfrica | 1-0                   |
| IV      | 2010    | Sudáfrica | 1-0                   |
| V       | 2010-II | Sudáfrica | 1-0                   |
| VI      | 2013    | Sudáfrica | 1-0                   |
| VII     | 2014    | Sudáfrica | 2-0                   |
| VIII    | 2014-II | Gales     | 1-0                   |
| IX      | 2016    | Gales     | 1-0                   |
| X       | 2017    | Gales     | 1-0                   |
| XI      | 2018    | Gales     | 1-0                   |
| XII     | 2018-II | Gales     | 1-0                   |
| XIII    | 2021    | Sudáfrica | 1-0                   |
| XIV     | 2022    | Sudáfrica | 2-1                   |
| XV      | 2024    |           |                       |

## Palmarés
| Sudáfrica | 9 Trofeos |
| Gales     | 5 Trofeos |

Nota: El trofeo 2022 es el último torneo considerado